# Thomasia hahni
Thomasia hahni is een soort van uitgestorven zoogdieren uit de orde Haramiyida. T. hahni is bekend van het Laat-Norien tot Vroeg-Rhaetien (Trias) van Halberstadt in Duitsland.